# Tên chữ (địa danh)
| Địa danh tiêu biểu  | Địa danh tiêu biểu       |
| Tên Nôm             | Tên chữ                  |
| ------------------- | ------------------------ |
| Làng Gióng          | Phù Đổng (扶董)          |
| Làng Nành           | Phù Ninh (富寧)          |
| Làng Sét            | Thịnh Liệt (盛烈)        |
| Làng Báng           | Đình Bảng (亭榜)         |
| Làng Trèm           | Từ Liêm (慈廉)           |
| Huế                 | Thuận Hoá (順化)         |
| Sài Gòn             | Gia Định Thành (嘉定城)  |
| Sông Cái (Miền Bắc) | Hồng Hà (紅河)           |
| Sông Cả             | Lam Giang (藍江)         |
| Sông Luộc           | Phú Nông Giang (富農江)  |
| Sông Đuống          | Thiên Đức Giang (霑德江) |
| Sông Gianh          | Linh Giang (𤅷江)        |
| Đèo Ba Dội          | Tam Điệp Quan (三疊關)   |
| Núi Ba Vì           | Tản Viên Sơn (傘園山)    |
| Chùa Đậu            | Thành Đạo tự (成道寺)    |

Tên chữ là tên văn vẻ trong tiếng Việt của một thực thể địa lý ở Việt Nam, thường là làng, xóm, chùa, đền nhưng cũng có khi là thực thể thiên nhiên như sông, núi, đèo.
Ở miền Bắc Việt Nam nhiều làng ở trung châu ngoài tên Nôm còn có tên chữ dùng song hành. Tên Nôm thường chỉ là một chữ trong khi tên chữ thường là hai chữ trở lên. Một số làng chỉ có tên Nôm mà không có tên chữ. Tên Nôm có lẽ có trước lấy cảnh quan hay sự kiện địa phương mà đặt. Tên chữ có lẽ xuất hiện sau do ảnh hưởng Hán Việt cùng ý hướng cầu tiến, niềm tự hào.